# 十一番町 (名古屋市)
十一番町（じゅういちばんちょう）は、愛知県名古屋市中川区の町名。現行行政地名は十一番町1丁目から十一番町7丁目。住居表示未実施。

## 地理
名古屋市中川区南東端に位置し、東は十番町、西は玉川町・熱田新田東組、南は港区南十一番町、北は八剱町に接する。

## 歴史

### 町名の由来
熱田新田（熱田新田東組）の十一番割に相当することによる。

### 沿革
- 1940年（昭和15年）
  - 10月2日 - 港区熱田新田東組の一部より、同区十一番町が成立[1]。
  - 10月10日 - 港区熱田新田東組の一部を編入[1]。
- 1944年（昭和19年）2月11日 - 行政区変更に伴い、中川区所属となる[1]。
- 2011年（平成23年）7月26日 - 1丁目の一部を十番町1丁目へ編入[WEB 5]。

## 世帯数と人口
2019年（平成31年）1月1日現在の世帯数と人口は以下の通りである。
| 町丁     | 世帯数  | 人口    |
| -------- | ------- | ------- |
| 十一番町 | 527世帯 | 1,107人 |

### 人口の変遷
国勢調査による人口の推移
| 1995年（平成7年）  | 1,014人 | [ WEB 6 ]  |  |
| 2000年（平成12年） | 1,070人 | [ WEB 7 ]  |  |
| 2005年（平成17年） | 1,203人 | [ WEB 8 ]  |  |
| 2010年（平成22年） | 1,142人 | [ WEB 9 ]  |  |
| 2015年（平成27年） | 1,053人 | [ WEB 10 ] |  |

## 学区
市立小・中学校に通う場合、学校等は以下の通りとなる。また、公立高等学校に通う場合の学区は以下の通りとなる。
| 番・番地等 | 小学校               | 中学校                 | 高等学校 |
| ---------- | -------------------- | ---------------------- | -------- |
| 全域       | 名古屋市立玉川小学校 | 名古屋市立昭和橋中学校 | 尾張学区 |

## 施設

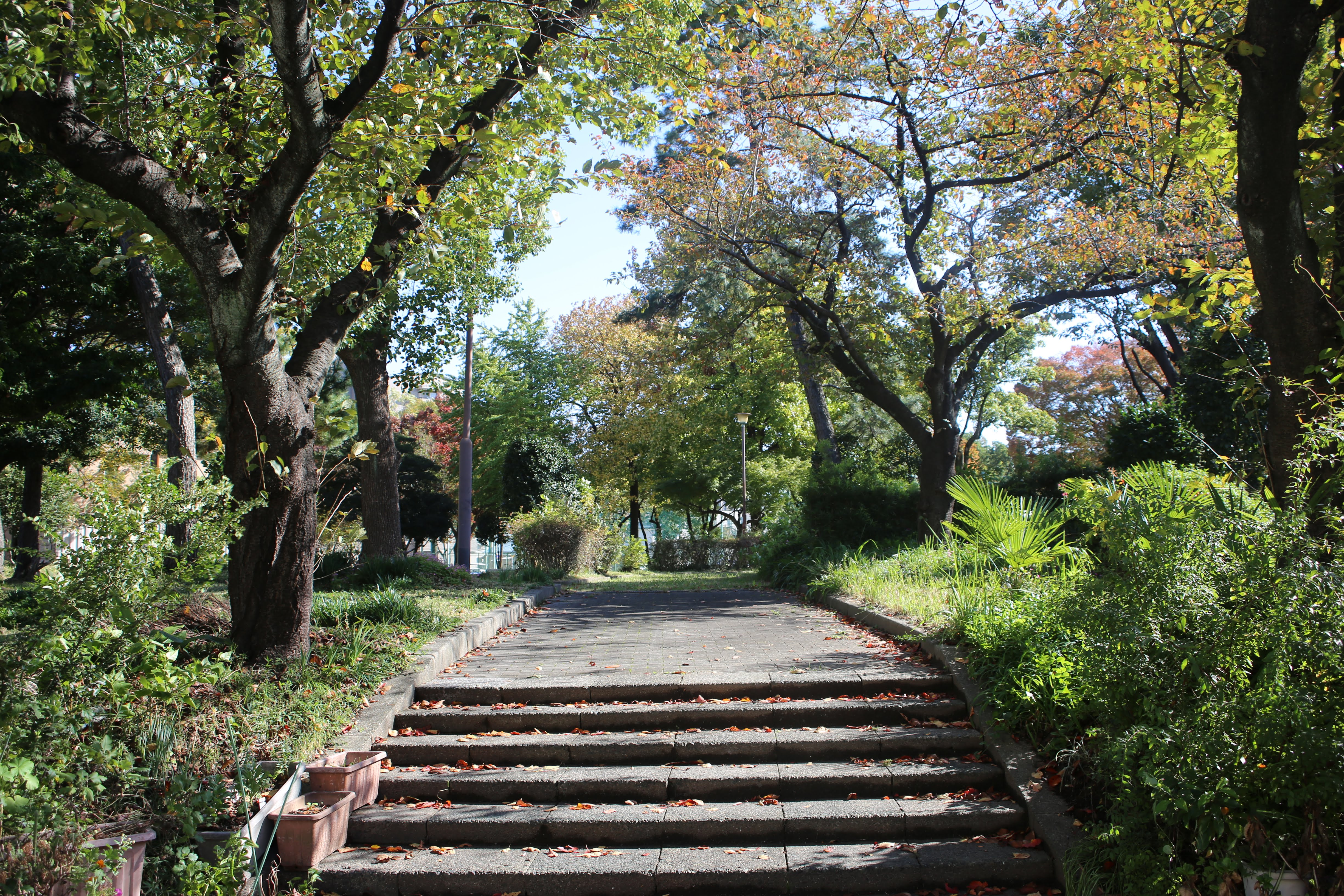
昭和橋公園
- 愛知県営十一番町住宅
- ヨコレイ中川工場
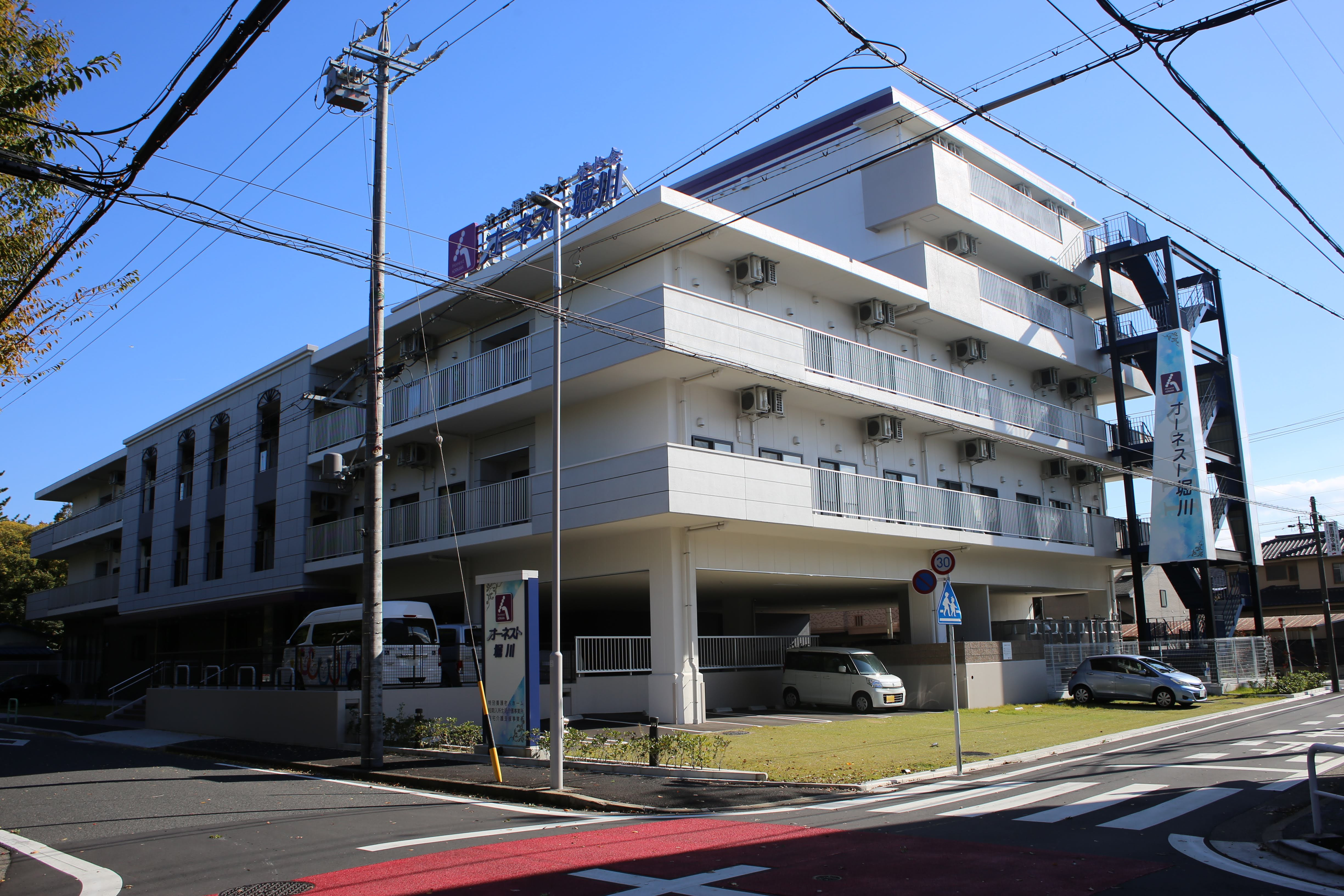
オーネスト堀川

- 昭和橋公園
- オネスト堀川

## 交通
- 国道1号

### WEB
1. 1 2  “町・丁目(大字)別、年齢(10歳階級)別公簿人口(全市・区別)”.   名古屋市 (2019年1月23日). 2019年1月23日閲覧。
2. ↑  “郵便番号”.  日本郵便. 2019年2月10日閲覧。
3. ↑  “市外局番の一覧”.   総務省. 2019年1月6日閲覧。
4. ↑  “中川区の町名一覧”.   名古屋市 (2015年10月21日). 2019年2月13日閲覧。
5. ↑  “名古屋市:中川区の一部で町名・町界変更を実施（平成23年7月26日実施）”. 2018年5月5日閲覧。
6. ↑  総務省統計局 (2014年3月28日). “平成7年国勢調査の調査結果(e-Stat) - 男女別人口及び世帯数 －町丁・字等” (CSV). 2019年4月27日閲覧。
7. ↑  総務省統計局 (2014年5月30日). “平成12年国勢調査の調査結果(e-Stat) - 男女別人口及び世帯数 －町丁・字等” (CSV). 2019年4月27日閲覧。
8. ↑  総務省統計局 (2014年6月27日). “平成17年国勢調査の調査結果(e-Stat) - 男女別人口及び世帯数 －町丁・字等” (CSV). 2019年4月27日閲覧。
9. ↑  総務省統計局 (2012年1月20日). “平成22年国勢調査の調査結果(e-Stat) - 男女別人口及び世帯数 －町丁・字等” (CSV). 2019年4月27日閲覧。
10. ↑  総務省統計局 (2017年1月27日). “平成27年国勢調査の調査結果(e-Stat) - 男女別人口及び世帯数 －町丁・字等” (CSV). 2019年4月27日閲覧。
11. ↑  “市立小・中学校の通学区域一覧”.   名古屋市 (2018年11月10日). 2019年1月14日閲覧。
12. ↑  “平成29年度以降の愛知県公立高等学校（全日制課程）入学者選抜における通学区域並びに群及びグループ分け案について”.   愛知県教育委員会 (2015年2月16日). 2019年1月14日閲覧。

### 書籍
1. 1 2 3 4  名古屋市計画局 1992, p. 823.
2. ↑  「角川日本地名大辞典」編纂委員会 1989, p. 1487.
3. ↑  名古屋市計画局 1992, p. 464.